# Беньшова, Ганьжа
Га́ньжа Бе́ньшова (в.-луж. Hańža Bjeńšowa, 27 марта 1919 года, село Розенталь, Германия — 15 марта 1999 года, Баутцен, Германия) — лужицкая писательница, драматург, переводчик, педагог и редактор. Писала детскую прозу и драматические произведения на верхнелужицком языке. Член Союза писателей ГДР. Лауреат премии имени Якуба Чишинского.

## Биография
Родилась 27 марта 1919 года в лужицкой деревне Рожант (Розенталь) около Баутцена. В 1933 году закончила сельскую школу в Рожанте, после чего продолжила среднее образование в селе Каменьце. С 1935 года по 1938 год получала высшее образование в Баутцене. В военное время работала органистской в одном из католических приходов. В 1946 году закончила педагогические курсы, после чего работала учительницей в различных лужицких школах. В послевоенный период сотрудничала с лужицким обществом «Dom serbskeho ludoweho wuměłstwa».
С 1954 года по 1959 год работала научным сотрудником в Институте сербского народоведения в Лейпциге и издательстве лужицкого культурного общества Домовина.
В 1974 году за свою литературную деятельность была награждена орденом «За заслуги перед Отечеством».
С 1976 года была редактором лужицкого журнала «Płomjo». Лауреат литературных премий имени Якуба Чишинского (1980) и лужицкого культурного общества Домовина.
Перевела на верхнелужицкий язык книгу Юрия Слепухина «Мигель и Хуана».

## Сочинения

### Проза
- Spušćej so na Maksa, 1961;
- Skludźena tučel, 1965;
- Kónčkojty zub, 1966;
- Klimpotata ryba, 1968;
- Jank a Bärbel, 1969;
- Monika, 1980;
- Złoty rjećazk, 1985;
- Kosmodej, 1986.

### Драматургия
- Kak sej Nitka-Witka radu da, 1965;
- Spušćej so na Maksa, 1965;
- Parlički wódneho muža, 1968;
- Rjadowniska kniha, 1970;
- Klimpotata ryba, 1976.

## Источник
- Гугнин А. А., Введение в историю серболужицкой словесности и литературы от истоков до наших дней, Российская академия наук, Институт славяноведения и балканистики, научный центр славяно-германских отношений, М., 1997, стр. 170, ISBN 5-7576-0063-2
- Serbscy spisowaćeljo. Biografije a bibliografije. (1989) Wudawaćel: Koło serbskich spisowaćelow